# Baku (1915)
Baku (ros.: Баку) – rosyjski statek transportowy Floty Czarnomorskiej
Statek był budowany na zamówienie Towarzystwa Produkcji Naftowej „G. M. Lianozow i synowie” z Baku jako tankowiec motorowy pod nazwą „Stiepan Lianozow”. Stępka została położona 27 października 1913 w stoczni w Mikołajowie. Wodowanie odbyło się 7 marca 1915. Statek miał przewozić naftę z portów Morza Czarnego do krajów Europy Zachodniej, jednak z powodu I wojny światowej na początku lipca 1916 został zarekwirowany przez rosyjską marynarkę wojenną. Przemianowano go na „Baku”. Służył we Flocie Czarnomorskiej jako transportowiec. Z powodu licznych usterek w II połowie października 1917 przeszedł remont silnika. W połowie marca 1918 statek przejęli Ukraińcy, ale już pod koniec tego miesiąca obsadzili go Niemcy, po czym w sierpniu przepłynęli nim do Odessy, a następnie do Sewastopola. Pod koniec listopada statek zajęli alianccy interwenci, przekazując go wkrótce Białym. Wiosną 1919 statek opanowali bolszewicy, ale latem tego roku został odbity przez Białych. Dowództwo objął praporszczik Ljudwig F. Demme. Na początku lutego 1920 statek został ewakuowany z Odessy do Konstantynopola. W połowie lutego 1921 przepłynął do Bizerty, dołączając do okrętów wojennych i statków Eskadry Rosyjskiej. W kwietniu 1922 statek wszedł w skład francuskiej marynarki handlowej pod nazwą „Loire”. Zajmował się przewozami produktów naftowych pomiędzy portami południowej Francji i Bizertą. Od 1929 znajdował się w rezerwie. Od kwietnia 1932 pełnił rolę hulka w porcie w Breście, zaś od 1933 w jednym z portów algierskich. Podczas II wojny światowej pełnił rolę barki naftowej. 22 kwietnia 1947 oddano go na złom.